# Reamer (Ort)
Reamer ist eine osttimoresische Siedlung im Suco Tulataqueo (Verwaltungsamt Remexio, Gemeinde Aileu).

## Geographie und Einrichtungen
Der Weiler (Bairo) Reamer liegt im Süden der Aldeia Roluli in einer Meereshöhe von 1050 m. Der Ort liegt an der Überlandstraße, die die Orte Laclo und Remexio verbindet. Östlich schließt sich der Weiler Remain direkt an. Die Zentrale Grundschule (Escola Básica Central EBC) Roluli befindet sich in der Mitte zwischen den Orten. Im Westen liegt anderthalb Kilometer entfernt an der Straße der Nachbarort Tulataqueo, der Hauptort des Sucos.